# بروس بروتن
بروس بروتن (انگلیسی: Bruce Broughton؛ زاده ۸ مارس ۱۹۴۵ ‏(۸۰ سال)) یک آهنگساز اهل ایالات متحده آمریکا است.
از فیلم‌ها یا مجموعه‌های تلویزیونی که وی در آن‌ها نقش داشته است، می‌توان به هاوایی فایو-او و هری و خانواده هندرسون اشاره نمود.